# Opilo
Opilo Latreille, 1802, è un genere di coleotteri, appartenente alla famiglia dei Cleridi.
Sono insetti predatori di xilofagi.

## Specie
Il genere comprende le seguenti specie
- Opilo abeillei Korge, 1960
- Opilo alternans Corporaal, 1926
- Opilo barbarus Abeille de Perrin, 1893
- Opilo brunneus Gorham, 1903
- Opilo cilicicus Hintz, 1902
- Opilo desertorum Gerstmeier, 2010
- Opilo difficilis Schenkling, 1912
- Opilo difficilus Schenkling, 1912
- Opilo discodirus Corporaal, 1926
- Opilo domesticus (Sturm, 1837)
- Opilo formosanus Schenkling, 1912
- Opilo grahami Chapin
- Opilo impressipennis Gorham, 1903
- Opilo lancinae Bahillo de la Puebla & López-Colón, 2011
- Opilo longipilis Fairmaire, 1892
- Opilo miyatakei Yoshimichi, 2004
- Opilo mollis (Linnaeus, 1758)
- Opilo orocastaneus Zappi & Pantaleoni, 2010
- Opilo pallidus (Olivier, 1795)
- Opilo shirozui Miyatake, 1965
- Opilo sordidus Westwood, 1852
- Opilo taeniatus (Klug, 1842)
- Opilo unistriatus Schenkling, 1906
- Opilo varipennis Nakane, 1996